# أوتو أدو
أوتو أدو، من مواليد 9 يونيو 1975 في هامبورغ في ألمانيا، لاعب كرة قدم غاني.
بدأ مسيرته الكروية مع نادي برامفيلدر الألماني في موسم 1992/1993، وفي عام 1993 انتقل إلى نادي في أف أل هامبورغ الألماني، ولعب معهم حتى عام 1996، وشارك معهم في 80 مباراة وسجل 4 أهداف، وفي عام 1996 انتقل إلى نادي هانوفر الألماني، ولعب معهم حتى عام 1999، وشارك معهم في 91 مباراة وسجل 20 هدف، وفي عام 1999 انتقل إلى نادي بروسيا دورتموند الألماني، ولعب معهم حتى عام 2005، وشارك معهم في 75 مباراة وسجل 11 هدف، ومنذ عام 2005 وهو يلعب مع نادي ماينز الألماني.
و قد بدأ باللعب مع منتخب غانا لكرة القدم في عام 1999.

## روابط خارجية
- أوتو أدو على موقع الاتحاد الدولي (مؤرشف)  (الإنجليزية)
- أوتو أدو على موقع قاعدة بيانات كرة القدم.إي يو (الإنجليزية)
- أوتو أدو على موقع بيانات كرة القدم. دي إي (الألمانية)
- أوتو أدو على موقع ليكيب (الفرنسية)
- أوتو أدو على موقع ناشيونال فوتبول تيمز (الإنجليزية)
- أوتو أدو على موقع Soccerway.com (الإنجليزية)
- أوتو أدو على موقع عالم كرة القدم.نت (الإنجليزية)
- أوتو أدو على موقع كووورة